# 양조아
양조아(1983년 1월 24일 ~ )는 대한민국의 배우이다.

## 학력
- 한국예술종합학교 연극원 연기과

## 출연작

### 영화
- 《핸드폰》 (2009년) - 조깅여 역
- 《수상한 고객들》 (2011년) - 술집 동창녀 2 역
- 《가시꽃》 (2013년) - 장미 역
- 《그늘아래, 28도》 (2013년) - 지나 역
- 《이 별에 필요한》 (2013년) - 영복 역
- 《현기증》 (2014년) - 순임주치의 선주 역
- 《은아》 (2016년)
- 《분장》 (2017년) - 남소민 / 당구장사람들 역
- 《1987》 (2017년) - 만화사랑 회장 역
- 《갈 수 없는 나라》 (2017년, 단편 영화) - 엄마 역
- 《챔피언》 (2018년) - 영어초딩 엄마 역(우정출연)
- 《파도치는 땅》 (2019년) - 윤아 역
- 《나의 특별한 형제》 (2019년) - 신협 직원 역
- 《뷰티풀 보이스》 (2019년) - 장승희 역
- 《팡파레》 (2020년) - 여경 역
- 《미지수》 (2024년) - 인선 역
- 《딸에 대하여》 (2024년) - 사회복지사 역
- 《최소한의 선의》 (2024년) - 진경 역
- 《오랜만이다》 (2024년) - 연경 담임 역
- 《너는 결코 서둘지 말라》 (개봉 미정) - 선아 역

### 드라마
- 《KBS 드라마 스페셜 - 귀신은 뭐하나》 (2015년, KBS2) - 의주 역
- 《마담 앙트완》 (2016년, JTBC)
- 《쓸쓸하고 찬란하神 - 도깨비》 (2017년, tvN)
- 《이번 생은 처음이라》 (2017년, tvN)
- 《밥 잘 사주는 예쁜 누나》 (2018년, JTBC)
- 《시간》 (2018년, MBC)
- 《최고의 이혼》 (2018년, KBS2)
- 《프리스트》 (2018년, OCN)
- 《드라마 스테이지 - 밀어서 감옥 해제》 (2018년, tvN)
- 《어비스》 (2019년, tvN)
- 《신입사관 구해령》 (2019년, MBC) - 설금 역
- 《슬기로운 의사생활》 (2020년, tvN) - 황재신 역
- 《더 킹 : 영원의 군주》 (2020년, SBS) - 명호 어머니 역
- 《브람스를 좋아하세요?》 (2020년, SBS) - 임유진 역
- 《허쉬》 (2020년, JTBC) - 안지윤 역
- 《선배 그 립스틱 바르지 마요》 (2021년, JTBC) - 유재경 역
- 《슬기로운 의사생활 시즌2》 (2021년, tvN) - 재신 역
- 《멜랑꼴리아》 (2021년, tvN) - 김진희 역
- 《사랑의 이해》 (2022년, JTBC) - 서민희 역
- 《졸업》 (2024년, tvN) - 민희주 역
- 《크래시》 (2024년, ENA) - 염보연 역
- 《가족X멜로》 (2024년, JTBC) - 안정인 역
- 《지금 거신 전화는》 (2024년, MBC) - 한진이 역
- 《협상의 기술》 (2025년, JTBC) - 한지은 역
- 《서초동》 (2025년, tvN) - 이수진 역 (특별출연)
- 《메리 킬즈 피플》 (2025년, MBC) - 이윤희 역